# Gawain (opera)
Gawain är en opera i två akter med musik av Harrison Birtwistle och libretto av David Harsent efter det anonyma 1300-tals poemet Sir Gawain and the Green Knight.

## Historia
Gawain var det första av Birtwistles verk som fick titeln "opera" och utgjorde kulmen på hans intresse för engelsk folklore. Handlingen rör sig kring Gawain, en av riddarna kring kung Arturs hov. David Harsents libretto är anmärkningsvärt troget det medeltida temat i originaldikten, men huvudpersonen är Morgan le Fay, kring vilken hela handlingen rör sig, och som är osynlig för de andra personerna men som ändå befinner sig på scenen under hela operan.
Operan var beställd och uppfördes på Covent Garden i London den 30 maj 1991. Föreställningen sändes i radio och spelades in för TV. Det halvtimmes långa maskspelet som avslutade akt I orsakade en del kritik vid premiären och några fann det långtråkigt. Birtwistle sade att han kunde tänka sig att revidera om stycket till senare uppsättningar och vid nypremiären 1994 hade han strukit både maskspelet och finalscenen.

## Personer
- Morgan Le Fay, kung Arturs halvsyster (sopran)
- Lady de Hautdesert, Bertilaks hustru (mezzosopran)
- Kung Artur (tenor)
- Guinevere, Arturs drottning (sopran)
- En narr (baryton)
- Agravain, en riddare vid kung Arturs hov, Gawains broder (basbaryton)
- Ywain, en riddare vid kung Arturs hov, Gawains broder (tenor)
- Gawain, en riddare vid kung Arturs hov, (baryton)
- Biskop Baldwin (countertenor)
- Bedevere, en riddare (talroll)
- Gröne Riddaren/Bertilak de Hautdesert (bas)

## Handling

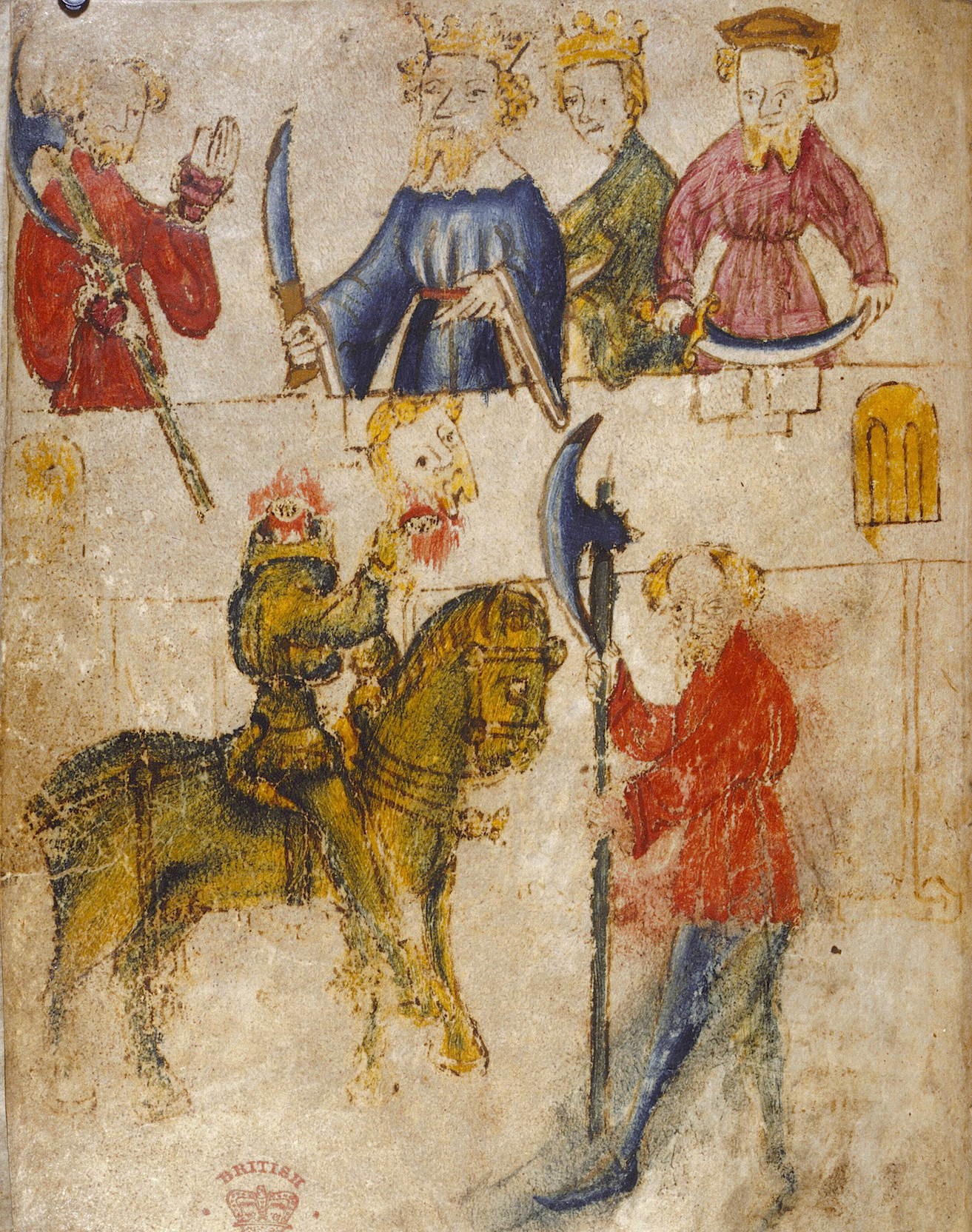
Gawain och den Gröne Riddaren. Sent 1300-tal.

### Akt I
Arturs hov firar Nyåret när den Gröne Riddaren träder in. Han utmanar vem som helst att hugga ett yxslag över hans nacke och att själv få ta emot ett slag nästa år. Gawain accepterar och hugger av riddarens huvud. Riddaren plockar upp sitt huvud, säger till Gawain att möta honom vid gröna kapellet, och lämnar salen. Under en lång ceremoni som representerar årstidsväxlingarna förbereds Gawain för sin uppgift.

### Akt II
Gawain anländer till Sir Bertilaks slott. Lady de Hautdesert, Bertilaks hustru, berättar att gröna kapellet är i närheten. Under tre dagar blir han underhållen. Bertilak jagar hela dagen medan hans hustru försöker förföra Gawain men utan resultat. Varje kväll utbyter männen dagens jaktbyten sinsemellan med varsin kyss. På den tredje dagen får Gawain i hemlighet en magisk gördel av lady de Hautdesert, varpå han beger sig mot gröna kapellet. Gröne Riddaren missar två slag och sårar endast Gawain med det tredje. Riddaren visar sig vara Bertilak och slaget var straffet för att han behöll gördeln. Gawain återvänder till Arturs hov övertygad om sin feghet och vägrar att bli erkänd som hjälte.